# Strzelno
Strzelno (udtale: [ˈstʂɛlnɔ]) er en by i det nordlige, centrale Polen, i voivodskabet Kujawsko-pomorskie og har 5.389(2021) indbyggere, og et areal på 	4,46 km². Den er en del af powiat Mogileński (amt).

## Geografi
Byen ligger i det historiske landskab Kujavia og ligger omkring 18 kilometer syd for Inowrocław ved Gnesener Søområde, omkring 90 kilometer østnordøst for Posen.
- Klosteret
- Den Romanske Sankt Procopius Kirke
- Strzelno
- En af de romanske søjler i Den Hellige Treenighedskirke